# Uluas

Territorio Ulwa junto con otras entidades territoriales que existían en Centroamérica en el siglo xvi antes de la llegada de los españoles.

Los Uluas o Ulwas son una etnia, hablantes de una lengua de la familia misumalpan, cuyo territorio en tiempos prehispánicos se extendió por la actual Nicaragua del centro de Chontales, Boaco y de los departamentos del norte de Matagalpa, Jinotega, Estelí, Madriz y Nueva Segovia.
En principio, tanto en tiempos de la conquista e inicios de la colonia como en algunos autores posteriores, el término Ulúa era de uso genérico para referirse a los pueblos que no hablaban lenguas chibchanas, sobre todo los pertenecientes a la familia misumalpa (ya sean los propios uluas o los Cacaoperas, Matagalpas, Sumos, etc). Por lo que hay que ser cuidadoso de no confundir a las distintas etnias y lenguas en las fuentes.
En lo que a clasificación se refiere, este idioma junto con el Sumo o Mayagna forman el grupo Sumo, que a su vez forma parte del grupo Sumalpa (junto con el Matagalpa y el Cacaopera), y este último con el Misquito conforman la familia Misumalpa. Según los datos glotocronologicos, el grupo Sumalpa se habría separado del Misquito hace 5838 años, el grupo Sumo hace 5333, y el Ulua hace 880 años.
A partir de 1853, los hablantes de Ulua se encuentran principalmente en la comunidad de Karawala (en la cuenca del Río Grande de Matagalpa) que está conformada por alrededor de 3500 indígenas que también hablan el idioma misquito.